# Protrombina
Protrombina – II czynnik krzepnięcia, glikoproteina znajdująca się w osoczu krwi, wytwarzana w wątrobie przy udziale witaminy K. Protrombina jest białkiem rozpuszczalnym w surowicy krwi, nieaktywną postacią trombiny. Aktywacja protrombiny przebiega z udziałem enzymu osocza - trombokinazy (tromboplastyny), lipoproteidu, który reaguje z jonami wapniowymi, czynnikiem płytkowym III i kilku białkami osocza (proakceleryną i prokonwertyną), wytwarzając protrombinazę, enzym katalizujący pierwszy etap krzepnięcia krwi, w którym protrombina zostaje rozdzielona na kilka elementów, jednym z nich jest nierozpuszczalna trombina. Glikozylacja protrombiny zachodzi w wątrobie i determinowana jest udziałem witaminy K.

## Szczególna rola protrombiny w krzepnięciu krwi

Kaskada krzepnięcia krwi

Krzepnięcie krwi zapoczątkowuje uwolnienie z obumarłej tkanki tromboplastyny, lipoproteidu, który reaguje z jonami wapniowymi, czynnikiem płytkowym 3 i kilku białkami osocza (proakceleryną i prokonwertyną) i wytwarza protrombinazę, enzym katalizujący pierwszy etap krzepnięcia krwi. Katalizuje reakcję, w której nieaktywna protrombina, globulina osocza powstała w wątrobie, zostaje rozdzielona na kilka elementów - jednym z nich jest trombina. Reakcja ta wymaga również kationów wapniowych. Ostatecznie trombina działa jako enzym proteolityczny i odszczepia dwa peptydy z białka fibrynogenu. W wyniku tej reakcji powstają monomery fibryny, które polimeryzują w długie, nierozpuszczalne włókienka, czyli fibryny. Tworzą one sieć, która zatrzymuje erytrocyty, leukocyty oraz płytki krwi (trombocyty), tworząc skrzep.

### Znaczenie witaminy K w syntezie protrombiny
Brak któregokolwiek z białkowych czynników osoczowych, płytkowych i tkankowych jest przyczyną zaburzeń krzepnięcia krwi. Wytwarzanie protrombiny w wątrobie jest hamowane przez pochodne kumaryny (np. dwuhydrokumarol, warfaryna) o działaniu przeciwkrzepliwym i antykoagulacyjnym. Związki te hamują działanie witaminy K. Witamina K katalizuje przekształcenie reszty kwasu glutaminowego do reszty kwasu γ-karboksyglutaminowego. Sześć białek, które biorą udział w krzepnięciu krwi, wymaga przekształcenia wielu reszt kwasu glutaminowego do rest kwasu  γ-karboksyglutaminowego,  zanim zostaną wydzielone z wątroby do krwi krążącej. Z tego powodu te 6 białek jest zależnych od witaminy K. Tymi białkami są czynniki: II (protrombina), VII, IX i X, białko C i białko S, które ułatwia inaktywację czynników Va i VIIIa przez ułatwienie działania aktywnego białka C. Skutkiem hipowitaminozy K (niedoboru wit. K) jest niedobór czynnika II (zmniejszenie jego syntezy w wątrobie), co objawia się zespołem klinicznym hipoprotrombinemii (tendencje do krwotoków w chorobach wątroby). Innym skutkiem awitaminozy K jest skłonność do krwawienia z dziąseł, nosa, jelit oraz wydłużenie czasu powstawania skrzepu po skaleczeniu.

### Wskaźnik protrombiny w wyznaczaniuczasu protrombinowego
Wskaźnik protrombiny (dawna nazwa wskaźnik lub próba Quicka) jest jedną z laboratoryjnych metod badania układu krzepnięcia krwi, w której z szybkości wytrącania się fibryny wnioskuje się o zawartości w badanym osoczu protrombiny, przeistaczanej (w trakcie próby) za pomocą tromboplastyny w aktywną trombinę. Czas protrombinowy służy do oceniania zewnątrzpochodnego układu krzepnięcia. Jego wartość jest zależna od stężenia w osoczu krwi takich czynników krzepnięcia jak: czynnik II, czynnik V, czynnik VII, czynnik X i fibrynogenu. Metoda oznaczenia polega na dodaniu do osocza cytrynianowego preparatu czynnika tkankowego (TF) aby aktywować czynnik VII. Dzięki związaniu jonów wapnia przez kwas cytrynowy nie następuje aktywacja czynnika X przez VIIa (aktywowany czynnik VII), gdyż jony wapnia są potrzebne w tym etapie. Po inkubacji mierzy się czas od dodania jonów wapnia (co przy obecnym VIIa aktywuje czynnik X) do skrzepnięcia próbki.